# Claudia Marbach
Claudia Marbach (* 27. August 1966 in Erkelenz als Claudia Hovermann) ist eine deutsche Sachbuchautorin und Trainerin für Kommunikation und Organisation.

## Leben und Beruf
Nach dem Abitur 1985 in Heinsberg absolvierte Claudia Marbach an der International Business-School in Lippstadt ihre Ausbildung zur Fremdsprachlichen Direktionsassistentin. Nach der Ausbildung arbeitete sie als Chefsekretärin/Assistentin in nationalen und internationalen Unternehmen. Claudia Marbach ist verheiratet und lebt in Düsseldorf.
Sie war von 1994 bis 2019 Chefredakteurin des Sekretärinnen-Handbuchs/Assistentinnen-Handbuchs und 17 Jahre lang die Chefredakteurin des SekretärinnenBriefeManagers/Profi-Handbuch Kommunikation: E-Mails und Briefe.
Sie ist Trainerin für Sekretariat und Assistenz und schult seit 1995 jedes Jahr circa 1 500 Teilnehmende in über 100 Präsenz- und Onlinetrainings. Sie ist die Assistenz-Trainerin mit den meisten Buchveröffentlichungen und Fachartikeln auf dem deutschen Markt. Organisation und Kommunikation sind ihre Kernkompetenzen.
Sie hat seit dem Jahr 1995 hunderte von Fachartikeln veröffentlicht, tausende von Briefen und E-Mails für ihre Kunden getextet, über 20 Fachbücher geschrieben, sie bloggt rund um die Themen Kommunikation und Organisation und hält Vorträge.

## Veröffentlichungen (Auswahl)
- Besser als jeder Mann, Langen Müller, 1999, ISBN 3784473911
- Es geht auch ohne Boss – Professionelle Chefentlastung, Langen Müller, 2000, ISBN 3784474063
- Das große Handbuch der Musterbriefe, Humboldt, ISBN 3899949048
- Erfolgs-Rhetorik für Frauen, Langen Müller, 2004, ISBN 3897493640
- Das Sekretärinnen Handbuch, Verlag Dt. Wirtschaft, 2004, ISBN 3812506688
- Starke Frauen reden Klartext, GABAL-Verlag, ISBN 9783897498631
- Das Geheimnis Ihres charismatischen Auftritts, Tipp 4, 2023,  ISBN 3943969266